# Sudoku: The Puzzle Game Collection
Sudoku: The Puzzle Game Collection (数独と3つのパズル～ニコリのパズルバラエティ～, Sudoku to 3-Tsu no Puzzle: Nikoli no Puzzle Variety) est un jeu vidéo de puzzle développé par Natsume et édité par Hudson Soft, sorti en 2011 sur Nintendo 3DS.

## Système de jeu
Le jeu intègre quatre gameplays : sudoku, akari, shikaku et hashiwokakero.

## Accueil
- Jeuxvideo.com : 12/20[1]